# کارینا مارویاما
کارینا مارویاما (به ژاپنی:丸山 桂里奈، زادهٔ ۲۶ مارس ۱۹۸۳، توکیو) یک بازیکن زن فوتبال اهل کشور ژاپن است. وی در جام جهانی فوتبال زنان ۲۰۱۱ در مقابل آلمان که میزبانی این رقابتها را به عهده داشت موفق به زدن تنها گل بازی و شکست این تیم و رفتن تیم ژاپن برای اولین بار به نیمه نهایی رقابتها شد.
مارویاما در بازی‌های المپیک تابستانی ۲۰۰۴، بازی‌های المپیک تابستانی ۲۰۰۸ و بازی‌های المپیک تابستانی ۲۰۱۲ که تیم ژاپن موفق به دریافت مدال نقره در این تورنومنت‌ها شد به همراه این تیم بود و برای این تیم بازی می‌کرد.

## گل‌های ملی
| #   | تاریخ          | مکان             | تیم مقابل | گل ها    | نتیجه | مسابقه                                                       |
| --- | -------------- | ---------------- | --------- | -------- | ----- | ------------------------------------------------------------ |
| ۱.  | ۱۹ مارس ۲۰۰۳   | بانکوک، تایلند   | تایلند    | نا معلوم | 0–9   | بازی دوستانه                                                 |
| ۲.  | ۱۱ ژوئن ۲۰۰۳   | بانکوک، تایلند   | گوآم      | نا معلوم | 7–0   | جام ملتهای زنان آسیا ۲۰۰۳                                    |
| ۳.  | ۱۱ ژوئن ۲۰۰۳   | بانکوک، تایلند   | گوآم      | نا معلوم | 7–0   | جام ملتهای زنان آسیا ۲۰۰۳                                    |
| ۴.  | ۱۳ ژوئن ۲۰۰۳   | بانکوک، تایلند   | برمه      | نا معلوم | 7–0   | جام ملتهای زنان آسیا ۲۰۰۳                                    |
| ۵.  | ۱۵ ژوئن ۲۰۰۳   | بانکوک، تایلند   | تایوان    | نا معلوم | 5–0   | جام ملتهای زنان آسیا ۲۰۰۳                                    |
| 6.  | 12 Jul 2003    | توکیو، ژاپن      | مکزیک     | 2–0      | 2–0   | 2003 FIFA Women's World Cup qualification Play-off           |
| ۷.  | ۱۸ آوریل ۲۰۰۴  | توکیو، ژاپن      | ویتنام    | نا معلوم | 7–0   | فوتبال در بازی‌های المپیک تابستانی ۲۰۰۴– مسابقات زنان انتخابی |
| ۸.  | ۲۲ آوریل ۲۰۰۴  | توکیو، ژاپن      | تایلند    | نا معلوم | 6–0   | فوتبال در بازی‌های المپیک تابستانی ۲۰۰۴– مسابقات زنان انتخابی |
| ۹.  | ۲۲ آوریل ۲۰۰۴  | توکیو، ژاپن      | تایلند    | نا معلوم | 6–0   | فوتبال در بازی‌های المپیک تابستانی ۲۰۰۴– مسابقات زنان انتخابی |
| ۱۰. | ۱۳ نوامبر ۲۰۰۶ | کارلسروهه، آلمان | آلمان     | 3–6      | 3–6   | بازی دوستانه                                                 |
| ۱۱. | ۳۱ مه ۲۰۰۸     | هوشی‌مین، ویتنام  | تایوان    | 0–6      | 0–11  | جام ملتهای زنان آسیا ۲۰۰۸                                    |
| ۱۲. | ۳۱ مه ۲۰۰۸     | هوشی‌مین، ویتنام  | تایوان    | 0–10     | 0–11  | جام ملتهای زنان آسیا ۲۰۰۸                                    |
| 13. | 24 Jul 2008    | کوبه، ژاپن       | استرالیا  | 3–0      | 3–0   | بازی دوستانه                                                 |
| 14. | 9 Jul 2011     | وولفسبورگ، آلمان | آلمان     | 0–1      | 0–1   | جام جهانی فوتبال زنان ۲۰۱۱                                   |

## افتخارات
- جام جهانی فوتبال زنان

قهرمان (۱): ۲۰۱۱
- بازی‌های قهرمانی فوتبال زنان شرق آسیا

قهرمان (1): ۲۰۰۸